# 澳門 (電影)
《澳門》（英語：Macao）是一部1952年拍成的黑白歷奇電影。這部電影的拍攝地點包括香港和澳門。在拍攝期間，監製霍華德·休斯辭去原本的導演約瑟夫·馮·斯登堡而請了尼古拉斯·雷來完成之。

## 故事簡介
三個互不認識的人一同來到了港口城市澳門。Nick是一個憤世嫉俗的但對人很真誠的旅行家; Julie是一個淫蕩的夜總會女星; Lawrence是一個絲綢和走私貨品推銷員。而他們三人就是乘坐同一艘船來澳。

## 演員
- 罗伯特·米彻姆 飾演 Nick Cochran
- Jane Russell 飾演 Julie Benson
- William Bendix 飾演 Lawrence C. Trumble
- Thomas Gomez 飾演 Lt. Sebastian
- Gloria Grahame 飾演 Margie
- Brad Dexter 飾演 Vincent Halloran

## 外部連結
- 互联网电影数据库（IMDb）上《Macao》的资料（英文）